# Phil Brown (atleta)
Philip Andrew Brown, detto Phil (Birmingham, 6 gennaio 1962), è un ex velocista britannico, specializzato nei 400 metri piani.

## Palmarès
- Giochi olimpici

Los Angeles 1984: argento nei staffetta 4×400 metri.
- Mondiali

Helsinki 1983: bronzo nella staffetta 4×400 metri.
Roma 1987: argento nella staffetta 4×400 metri.